# Ипат
Ипат (Hýpatos, на гръцки: ὕπατος, hýpatoi; на италиански: hypatus, ypatus, ipato) е византийска титла, произлизаща от латинската титла консул. Появява се през 12 век в Южноиталианските княжества. Женската форма е ипатиса (hypátissa, на гръцки: ὑπάτισσα).